# Diario di una schiappa - Portatemi a casa! (film)
Diario di una schiappa - Portatemi a casa! (Diary of a Wimpy Kid: The Long Haul) è un film del 2017 diretto da David Bowers e tratto dai romanzi Diario di una schiappa - Portatemi a casa! e Diario di una schiappa - Non ce la posso fare! di Jeff Kinney.
Quarto film della serie, il film è stato prodotto da Fox 2000 Pictures, Color Force e TSG Entertainment.
È sia un sequel che un reboot, perché i membri del cast dei primi tre film non riprendono i loro ruoli e sono sostituiti da un nuovo cast. È stato presentato il 19 maggio 2017 dalla 20th Century Fox.
Il film ha incassato circa 40 milioni di dollari in tutto il mondo con un costo di produzione di 22 milioni di dollari.

## Trama
Un anno dopo il film precedente, mentre sta al ristorante Corny's, la famiglia Heffley ha in programma di fare un viaggio attraverso gli Stati Uniti per partecipare al novantesimo compleanno di Mimò. Tuttavia, dopo che Rowley e Greg hanno salvato Manny, che è rimasto bloccato in un tubo nell'area di gioco, il protagonista finisce in una buca per le palline con un pannolino bloccato sulla mano, facendolo sussultare. Successivamente diventa famoso dopo che le persone intorno a lui lo registrano e pubblicano il filmato su Internet, portando Greg ad essere soprannominato "Manolino", con sua grande devozione.
Più tardi, nella residenza di Heffley, quest'ultimo viene a sapere che Player Expo si svolge non molto lontano dalla casa di Mimò a Indianapolis. La star dei giochi di Greg, Mac Digby, sarà presente e il ragazzo spera di incontrarlo e di entrare in uno dei suoi video così da ottenere una nuova popolarità. La famiglia Heffley raggiunge la strada, dove tutti i loro telefoni cellulari vengono confiscati da Susan.
Dopo essere arrivato in un motel sudicio, Greg e Rodrick notano una famiglia che gioca nella vasca idromassaggio, soprannominata i "Barbù" a causa della grande barba del padre. Quindi entra discretamente nel Sienna per recuperare il suo telefono e ha intenzione di usarlo. Più tardi, quando Greg e Rodrick si rilassano nella vasca idromassaggio, quest'ultimo riceve una notifica dal telefono del fratello e scopre i suoi piani per andare a Player Expo. Egli scoraggia Rodrick dal dirlo a Susan, dicendo che avevano un torneo di videogame rock in cui il ragazzo poteva partecipare. Apprezzando l'idea, Rodrick decide di andare con Greg all'Expo.
Andando a dormire, Greg è infastidito da un forte rumore creato dai fratelli Barbù, che schiantano per gioco un carrello per la pulizia in un muro e si precipita fuori dalla stanza. Si confronta con loro ma Brandi, la sorella maggiore, fa rotolare di proposito il carro nella loro macchina, lasciando un enorme graffio. Proprio quando il Sig. Barbù esce dalla sua stanza di motel, Brandi incolpa Greg e l'uomo lo insegue ma il ragazzo gli sfugge.
Il giorno dopo, gli Heffley partecipano a una fiera di campagna dove Manny vince un maiale. Il sig. Barbù e la sua famiglia notano Greg e lo inseguono, ma lui sfugge ancora una volta. Sulla strada, gli Heffley, non potendo prendersi cura del maiale, lo lasciano allo zoo, con tutta delusione di Manny, ma non prima che Greg reindirizzi il GPS alla convention di Player Expo. Controllando nella stanza d'albergo, lui e Rodrick vanno di soppiatto al Player Expo con la scusa che stanno facendo un regalo a Mimò. Rodrick ha perso molto successo al torneo di videogiochi rock band per essere stato un batterista senza talento. Tuttavia, dopo che Frank e Susan vedono i loro figli in diretta TV, vanno a prendere i ragazzi stessi.
Greg vede Mac Digby partecipare a una competizione di videogiochi e ordina a Rodrick di registrarlo sul palco con Mac, quindi la sua popolarità aumenterà, ma il tentativo fallisce. Proprio in quel momento, Susan irrompe sul palco e lo mette in imbarazzo, rivelando che è Manolino al pubblico. Gli Heffley tornano sulla strada e dopo un po'il telo sulla barca vola via e tutti i loro averi fanno lo stesso. Dopo essersi fermati sul ciglio della strada per recuperare le loro cose, i Barbù si presentano e rubano alcune delle loro cose, inclusa una valigia con in mano un libro di memorie che Susan ha fatto per il compleanno di Mimò. Dopo aver cercato di impedire loro di scappare, i Barbù riescono a sfuggire a loro facendo piangere Susan. Quest'ultima capisce che il suo piano di viaggio su strada è stato un fallimento. Dopo che Greg si è scusato per le sue azioni, gli Heffley incontrano molti altri ostacoli sulla strada, compreso il loro furgone pieno di gabbiani che volano dappertutto, una via diversa, un tubo di cannella che esplode, spruzzato di fango e di nuovo i Barbù. Gli Heffley riprendono le loro cose, ma Greg si nasconde sotto la doccia mentre il sig. Barbù va in bagno. Non appena sta per uscire apre accidentalmente la doccia e, nel tentativo di chiuderla, la rompe. Il sig. Barbù lo scopre e prova ad attaccarlo ma Greg gli spruzza del sapone negli occhi e riesce a scappare.
Gli Heffley continuano a celebrare la loro vittoria sulla strada, ma si interrompono dopo aver guidato su una grande collina. Comunque Greg ha visto che la casa di Mimò si trova proprio in fondo alla collina, così egli, Rodrick e Frank spingono il furgone in avanti per farlo scendere. Greg, incapace di farlo nel furgoncino, salta sulla barca. Ma la collina sconnessa fa sì che la barca si disconnetti dal furgone e rotoli verso il basso separatamente. La barca rotola dritto in una pila di fieno, facendola volare proprio nella piscina di Mimò. Gli Heffley quindi festeggiano felici con la bisnonna. Sulla strada di casa, dopo aver abbattuto la strada, appare un carro attrezzi, Susan e Frank cercano di dirgli di trainarli. Fortunatamente, Manny parla perfettamente spagnolo e, dopo essere arrivati allo zoo, recupera il maiale. Alla fine, Greg spiega che, sebbene il viaggio non fosse perfetto, non cambierebbe nulla. Dice che a Manny è stato permesso di tenere il suo maiale come animale domestico, Rodrick è stato in grado di ottenere un nuovo furgone e Frank è riuscito a spiegare di avere del tempo libero dal lavoro per legare con la famiglia. Il protagonista esprime l'eccitazione per dove andranno l'anno prossimo, ma Susan interviene per dire che andranno in aereo. Nella scena dopo i titoli di coda, Greg fa un selfie con due ragazze adolescenti, che l'hanno riconosciuto dal meme "Manolino".

## Produzione

### Sviluppo
Nel 2012, il terzo film della serie, Diario di una schiappa - Vita da cani venne indicato come l'ultimo film live action del franchise. Nell'agosto 2012, mentre faceva pubblicità per il film, lo scrittore Jeff Kinney e gli attori Zachary Gordon e Robert Capron affermarono che non c'erano piani per un quarto film, ma non esclusero la possibilità che esso venisse realizzato.
Kinney rispose a domande relative alla possibilità di un altro sequel, affermando: "Al momento non c'è un quarto film in sviluppo, ma non si sa mai!" Quando descrive la probabilità di essere protagonista in un altro film della serie, Gordon disse, "Vita da cani sarà molto probabilmente l'ultimo film. Il problema principale è che il cast sta invecchiando. Non si può impedirlo."
Nel marzo 2013, Gordon ha dichiarato in a Spreecast live stream che non ci sarebbe stato un quarto film. In precedenza, Kinney aveva indicato che invece di fare un film live action dal terzo romanzo, Diario di una schiappa - Ora basta!, avrebbe voluto vedere Diario di una schiappa - Si salvi chi può! adattato in un film d'animazione.

### Pre-produzione
Il 29 luglio 2016 venne annunciato che un quarto film live action della serie era in produzione e che esso avrebbe avuto un cast completamente diverso, perché molti dei membri del cast originale erano troppo vecchi per poter riprendere i ruoli. Jason Drucker ed Owen Asztalos vennero assunti per interpretare Greg e Rowley, e David Bowers venne riassunto per dirigere il film. Alicia Silverstone e Tom Everett Scott vennero assunti per interpretare i genitori di Greg, Susan e Frank, e Charlie Wright venne assunto per il ruolo di Rodrick.

### Riprese
Il film è stato girato dal 20 settembre al 18 novembre 2016.

## Promozione
Il 23 febbraio 2017 vennero distribuiti il poster cinematografico e un trailer teaser e, il mese successivo, uscì quello ufficiale. Entrambi i trailer hanno avuto riscontri negativi dai fan per la loro riconfigurazione dei personaggi principali, in particolare Charlie Wright come Rodrick. Per esprimere il loro disappunto, i fans hanno iniziato a usare sui social media l'hashtag "#NotMyRodrick". Altri hashtags usati furono "#NotMyHeffleys" e "#NotMyRowley".
Entrambi i trailer hanno ricevuto notevoli risentimenti dal pubblico ed il trailer ufficiale ha ricevuto più di 46.000 non mi piace a fronte di soli 9.000 mi piace.

## Distribuzione
Il film è stato distribuito nelle Filippine il 17 maggio 2017, negli Stati Uniti il 19 maggio 2017, nel Regno Unito il 26 maggio ed in Italia il 10 agosto 2017.

### Home media
Il film è stato distribuito su Digital HD da Amazon Video e iTunes il 1 agosto 2017 e su Blu-ray e DVD l'8 agosto 2017..
Dal 17 aprile 2020 il film è disponibile, insieme ai precedenti, sulla piattaforma Disney+.

## Accoglienza

### Incassi
Il film ha incassato 20738724 $ in Nord America e 19402248 $ nel resto del mondo per un totale mondiale di 40140972 $, a fronte di un budget di produzione di 22 milioni di dollari.
Nel Nord America il film venne distribuito insieme a Noi siamo tutto e Alien: Covenant, e incassò inizialmente circa 12 milioni di dollari dai 3.129 cinema nei quali venne proiettato nel suo primo weekend. Tuttavia, dopo aver incassato 2 milioni di dollari il primo giorno, le proiezioni sono state ridotte a 7 milioni di dollari. Finita con 7,1 milioni di dollari, piazzandosi al sesto posto al box office e segnando l'apertura più bassa del franchise. Quando il film venne distribuito nel Regno Unito, incassò 1.444.092 sterline e si piazzò al 2º posto in classifica dietro a Pirati dei Caraibi - La vendetta di Salazar.

### Critica
Il film è stato stroncato dalla critica e dal pubblico, suscitando diverse reazioni negative a causa del suo umorismo giovane, la sostituzione degli attori originali e l'infedeltà al materiale originale. Su Rotten Tomatoes ha un punteggio del 20% basato su 66 recensioni con una valutazione media di 4,2/10.  Su Metacritic la pellicola ha un punteggio di 39 su 100 basato su 16 recensioni che sono indicate come "recensioni generalmente sfavorevoli".

## Riconoscimenti
- 2018 - Young Entertainer Awards[17]
  - Nomination Miglior giovane attore protagonista a Jason Drucker